# 肥後小国駅
肥後小国駅（ひごおぐにえき）は、かつて熊本県阿蘇郡小国町大字宮原にあった日本国有鉄道（国鉄）宮原線の駅（廃駅）で、行き止まりの終着駅であった。
当駅所在地の大字である「宮原」が路線の名称の由来だった。

## 歴史
- 1954年（昭和29年）3月15日：宮原線宝泉寺 - 当駅間延伸開業により設置[1]。一般駅[1]。
- 1971年（昭和46年）8月1日：貨物取り扱い廃止[1]。
- 1984年（昭和59年）
  - 2月1日：荷物取り扱い廃止[1]。
  - 12月1日：廃止[1]。

## 駅構造
廃止時点で、単式ホーム1面1線を持つ有人駅で、本線のほか機回し線と側線があった。

## 駅周辺
- 小国町役場
- 熊本県立小国高等学校
- 小国町立小国中学校
- 小国町立宮原小学校
- 杖立温泉（北西7km）

## 遺構

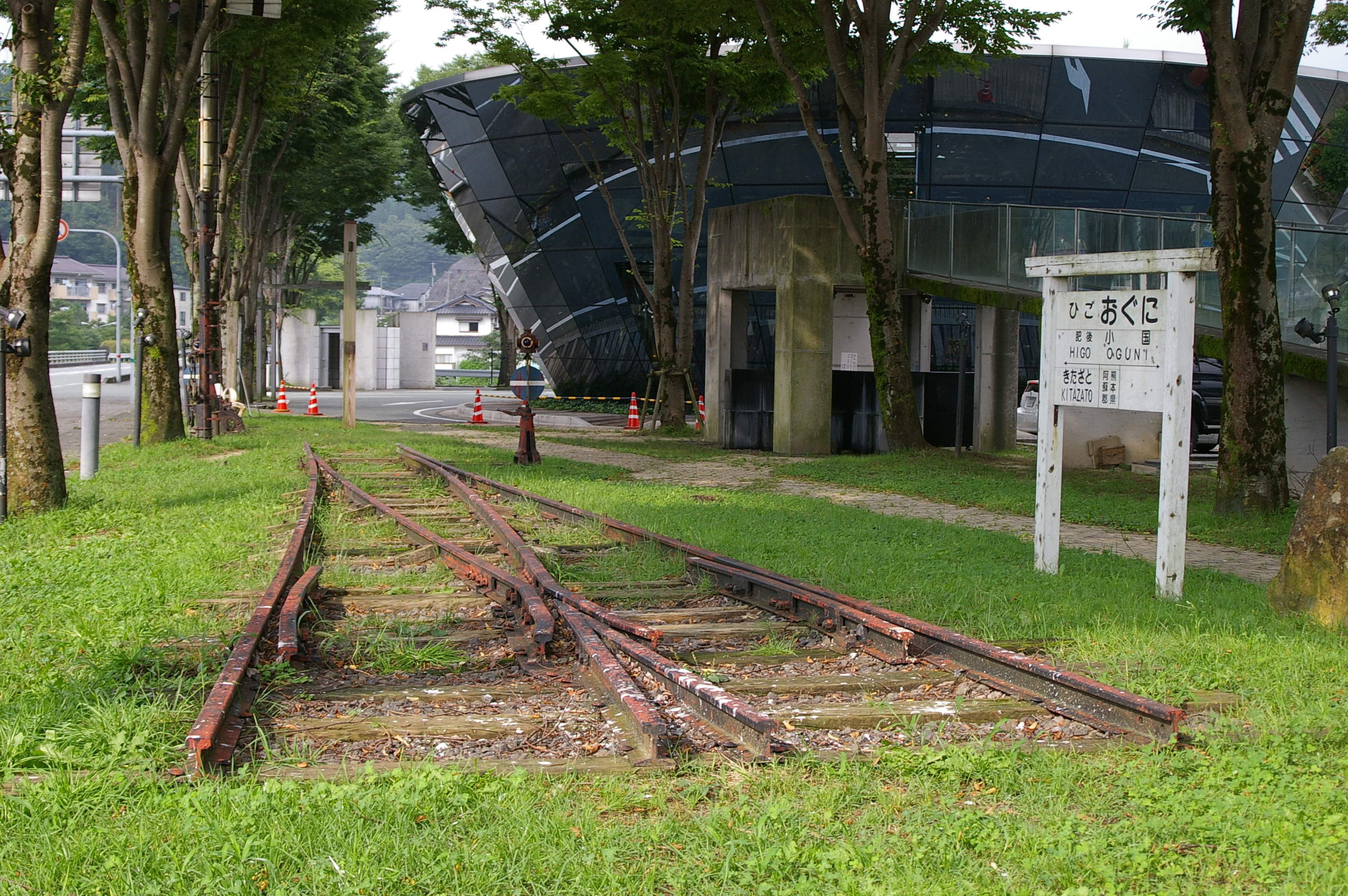
駅跡（2007年7月）

駅跡は道の駅小国として整備され、施設内には往時の列車写真が掲げられている。
建物の周囲の歩道部分には枕木が敷かれ、さらに構内の片隅にはレール・駅名標・転轍機・腕木式信号機もひっそりと保存され、また当所のバス停留所名称は「小国ゆうステーション」でもあり、かつてここが「鉄道の駅」であったことを証明している。
但し、本来の駅舎は国道を隔てて少し南方の場所であり、現在は「薬味野菜の里小国」が建設されている。以前は駅舎へ上る階段が残されていた。
駅があった時代は線路は南方の道路をアンダーパスするところまで続いていたが、この道路橋は現在も使用されており、線路跡の道路もそこまで続いている（アンダーパス直前から遊歩道となる）。

## 隣の駅
日本国有鉄道
宮原線
北里駅 - 肥後小国駅